# Camissonia bolanderi
Camissonia bolanderi là một loài thực vật có hoa trong họ Anh thảo chiều. Loài này được N.D.Atwood & S.L.Welsh mô tả khoa học đầu tiên năm 2007.